# Supermono
Supermono je evropski motociklični tekmovalni razred. Supermono motocikli imajo enovaljni motor z največjo delovno prostornino do 800 cc (0,8 L)
Britanski Supermono ima neomejene "unlimited" motorje, vendar je po ACU sprejemljiva prostornina do 1300 cc.